# QW Весов
QW Весов (лат. QW Librae) — одиночная переменная звезда в созвездии Весов на расстоянии (вычисленном из значения параллакса) приблизительно 6799 световых лет (около 2085 парсеков) от Солнца. Видимая звёздная величина звезды — от +11,3m до +10,6m.

## Характеристики
QW Весов — пульсирующая полуправильная переменная звезда типа SRB (SRB).